# John Houghton (apothicaire)
Pour les articles homonymes, voir Houghton.
John Houghton est un apothicaire et écrivain anglais né en 1645 et mort en 1705.

## Biographie
Natif de Waltham Cross, dans le Hertfordshire, John Houghton est baptisé le 21 juillet 1645 à Cheshunt. Après un bref passage au Corpus Christi College de l'université de Cambridge, il entre en apprentissage auprès de l'apothicaire londonien Nathaniel Upton. Il se met ultérieurement à son compte comme pharmacien (il est membre de la Worshipful Society of Apothecaries (en) au plus tard en 1672) et commerçant de produits exotiques : café, chocolat, épices.
Élu membre de la Royal Society en 1680, Houghton s'implique dans les travaux du comité consacré à l'agriculture. Il publie un tract mensuel consacré à l'agriculture de 1681 à 1683, A Collection of Letters for the Improvement of Husbandry and Trade, puis un tract hebdomadaire de 1692 à 1703, A Collection for Improvement of Agriculture and Trade.